# رنتسو مرلین
رنتسو مرلین (ایتالیایی: Renzo Merlin؛ ‏تلفظ در ایتالیایی: [ˈrɛntso]؛ ‏ ۲۷ سپتامبر ۱۹۲۳ – ۵ نوامبر ۲۰۰۳) بازیکن فوتبال اهل ایتالیا بود.
از باشگاه‌هایی که در آن بازی کرده‌است می‌توان به باشگاه فوتبال سالرنیتانا، باشگاه فوتبال آ.اس. رم، باشگاه فوتبال روبور سیه‌نا، و باشگاه فوتبال امپولی اشاره کرد.